# Neotrombicula hoplodactyla
Neotrombicula hoplodactyla är en spindeldjursart som beskrevs av Goff, Loomis och Geoffrey Clough Ainsworth 1987. Neotrombicula hoplodactyla ingår i släktet Neotrombicula och familjen Trombiculidae. Inga underarter finns listade i Catalogue of Life.